# Technomyrmex rusticus
Technomyrmex rusticus är en myrart som beskrevs av Santschi 1930. Technomyrmex rusticus ingår i släktet Technomyrmex och familjen myror. Inga underarter finns listade i Catalogue of Life.